# Мормыши
Мормыши́ — село в Романовском районе Алтайского края. Административный центр Мормышанского сельсовета.

## География
Рельеф равнинный. Село находится на восточном берегу озера Горькое.

### Климат
Континентальный. Средняя температура января — −18,2, июля +19 С. Годовое количество атмосферных осадков 340 мм.

### Улицы
В селе одна улица — Захарова.

## История
Основано в 1720 году. В 1928 году состояло из 241 хозяйств, основное население — русские. Согласно Перечню церковных приходов, бывших на территории современного Алтайского края, составленном на основе «Справочной книги по Томской епархии за 1909—1010 годы», в селе была церковь Покрова Пресвятой Богородицы, построена в 1907 году.
Центр Мормышанского сельсовета Мамонтовского района Барнаульского округа Сибирского края.

### Мормышанский бунт
В начале второго десятилетия XIX века в Мормыши прибыли переселенцы из центральной России, понадобилась земля, на которой они могли бы строить дома и выращивать хлеб. По велению царя, поскольку земли принадлежали Кабинету Его Императорского Величества, у старожилов было изъято около 6000 десятин в урочище Маяки в пользу вновь приехавших новосёлов. Крестьяне взбунтовались против такого решения, поскольку они пользовались этими землями по 50, а некоторые и по 100 лет. Ночью они пробрались на пашню, выдернули вешки, размечавшие участки, и распахали землю.
В апреле 1912 они, несмотря на то что несколько активистов были посажены в тюрьму, отказались подписать соглашение о разделе и вновь распахали более 300 десятин спорных земель. Около тысячи крестьян, прихватив домашний скарб и скот, переехали в урочище и обосновались там, отказываясь подчиниться прибывшему уряднику и паре полицейских.
Дело обсуждалось на самых высоких уровнях — от губернатора до Совета министров, который хотел уладить дело миром и подал прошение государю, чтобы «изыскать все способы спокойного улажения обсуждаемого дела». Доклад о «Мормышанском бунте» был представлен Николаю II председателем правительства Владимиром Коковцевым 2 мая 1912 года.
Спор властей и крестьян разрешился только в 1913 году. Совет министров вновь обратился к Николаю II с «просьбой о соизволении прирезать крестьянам Мормышей 2330 десятин», было получено высочайшее согласие. Дело тянулось до весны, и 28 марта 1913 жителям огласили «милость царя», предварительно арестовав 60 человек, включая самых активных жителей окрестных деревень и сёл. Губернатора Томска Пётра Грана и начальника Алтайского округа Василия Михайлова сопровождали солдаты. Переселенцы поселились возле урочища Маяки, новый посёлок был назван в честь томского губернатора Грановкой.

### Последующие годы
В годы коллективизации в Мормышах работало несколько сельхозартелей (колхозов): «Борьба за урожай», «Большевик», «Путь равенства», им. Сталина, «Память Ленина», «Верный путь», им. Некрасова, им. Труженика.
В 1993 году в связи с престройкой и с переходом на рыночные отношения, на базе совхоза «Мормышанский» было образовано ТОО «Мормышанское».

## Население
| 1926 | 1997 | 1998 | 1999 | 2000 | 2001 |
| ---- | ---- | ---- | ---- | ---- | ---- |
| 1313 | ↘248 | ↗273 | ↘247 | ↘242 | ↘224 |
| 2002 | 2003 | 2004 | 2005 | 2006 | 2007 |
| ↗243 | ↘231 | ↘210 | ↘204 | ↘196 | ↘195 |
| 2008 | 2009 | 2010 | 2011 | 2012 | 2013 |
| ↘181 | ↘157 | ↗164 | ↘162 | ↘157 | ↘149 |

В 2009 года в Мормышах проживало 425 человек. Население: русские, украинцы, белорусы, мордва, татары, немцы, чуваши, алтайцы.